# Lucie Castets

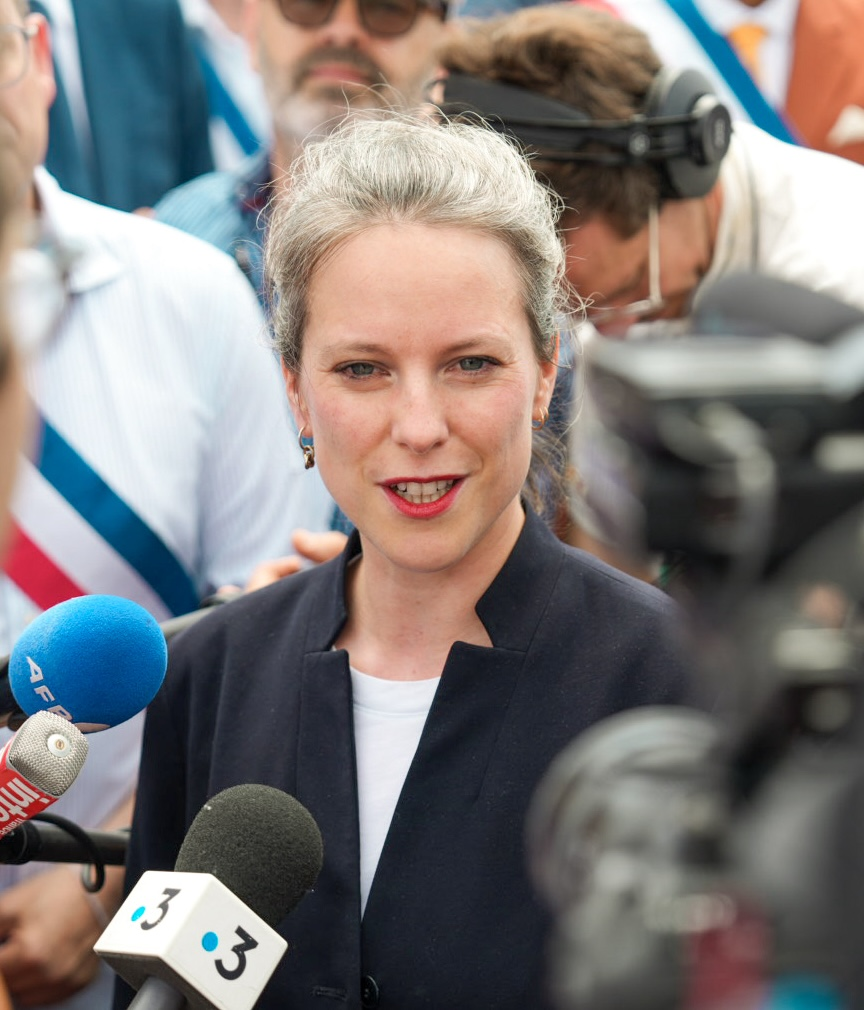
Lucie Castets (2024)

Lucie Castets (* 3. März 1987 in Caen, Calvados) ist eine französische Spitzenbeamtin und Politikerin, die im Juli 2024 nach der vorangegangenen Parlamentswahl von dem linken Wahlbündnis Nouveau Front populaire als mögliche Premierministerin vorgeschlagen wurde.

## Leben

### Ausbildung und Beruf
Lucie Castets wuchs in Caen auf, wo sie auch das Gymnasium besuchte. Danach absolvierte sie von 2005 bis 2008 ein Bachelor-Studium in Wirtschaft, öffentlichem Recht, Politikwissenschaft und Chinesisch am Institut d’études politiques de Paris (Sciences Po) mit einem Auslandsaufenthalt an der chinesischen Fudan-Universität in Shanghai (2006). Sie machte ihre erste Berufserfahrung im öffentlichen Dienst in den Jahren 2007/2008 als Assistentin des Kulturattachés beim französischen Generalkonsulat in Shanghai. Es folgten Master-Abschlüsse in europäischer politischer Ökonomie an der London School of Economics von 2009 bis 2010 und in Affaires publiques an der Sciences Po von 2009 bis 2011. Von 2010 bis 2011 arbeitete sie bei der Weltbank im Bereich der Bekämpfung von Geldwäsche und Terrorismusfinanzierung. Von 2012 bis 2013 absolvierte Castets ein Studium der höheren Verwaltung an der École nationale d’administration (ENA).
Ab 2014 arbeitete sie in der Generaldirektion der öffentlichen Finanzverwaltung (Trésor public) und lehrte parallel von 2014 bis 2017 als Maître de conférences (Dozentin) für Wirtschaft an der Sciences Po. Von 2018 bis 2020 leitete sie den Bereich Internationales bei der dem französischen Finanzministerium unterstellten Anti-Geldwäschebehörde Tracfin. Seit 2020 ist sie in der Pariser Stadtverwaltung unter Bürgermeisterin Anne Hidalgo (PS) tätig, seit 2023 als Finanz- und Einkaufsdirektorin. Daneben hatte sie von 2022 bis 2023 einen Lehrauftrag an der Universität Paris-Dauphine, wo sie als Professeure associée Studenten auf die Aufnahmeprüfungen für die Verwaltung vorbereitete.

### Politik
Castets war von 2008 bis 2011 Mitglied der Sozialistischen Partei und ist seither parteilos. Mit Thomas Portes gründete sie 2020 eine „nationale Beobachtungsstelle für die extreme Rechte“ (Observatoire national de l’extrême droite, ONED). Mit Stand von Ende Juli 2024 gehört sie nach wie vor dem Präsidium des ONED an, dem Portes, inzwischen für die Partei La France insoumise (LFI) Abgeordneter der Nationalversammlung, vorsteht; weitere Präsidiumsmitglieder sind die Politiker Marine Tondelier (EELV) und Caroline Fiat (LFI).
Im April 2021 war sie Mitbegründerin und Sprecherin der Bewegung Nos Services Publics (auf Deutsch: „Unser öffentlicher Dienst“), einer Vereinigung regierungskritischer Beamter, die eine deutliche Erhöhung der Beschäftigtenzahlen im öffentlichen Dienst und mehr Finanzmittel für diesen fordert.
Die der breiten Öffentlichkeit wie auch vielen Politikern weitgehend unbekannte Castets wurde am 23. Juli 2024 vom linken Wahlbündnis Nouveau Front populaire (NFP) überraschend öffentlich als neue Premierministerin vorgeschlagen.
Nach ihrer Vorstellung nannte sie als politische Ziele die Rückabwicklung der Rentenreform Macrons, eine Finanzreform mit dem Ziel einer gerechteren Belastung aller (mit erhöhter Besteuerung gehobener Einkommen), die Stärkung der Kaufkraft durch Anhebung der Mindestlöhne sowie eine Verbesserung des öffentlichen Dienstes in Frankreich. Der NFP verfügt über keine Parlamentsmehrheit und das Programm, mit Steuererhöhungen, Erhöhung des Mindestlohns und Ausweitung des öffentlichen Dienstes, war nicht zuvor mit möglichen Koalitionspartnern abgesprochen; Castets konnte bei gemäßigten Abgeordneten keine Duldung erwarten. Macron erklärte, er wolle nicht vor Ende der Olympischen Spiele in Paris am 11. August über die Ernennung eines Premierministers entscheiden; am 5. September 2024 ernannte Macron den Politiker Michel Barnier (LR; Mitte rechts) zum neuen Premierminister.
Im Herbst 2024 wurde Castets als mögliche Kandidatin für die NFP in Nachwahlen für die Nationalversammlung im Département Isère ins Spiel gebracht. Sie verzichtete letztlich auf diese Kandidatur, da sie nicht unter dem Banner der France Insoumise, einer der Parteien im Bündnis NFP, antreten wollte.

### Privates
Castets ist mit einer Frau verheiratet; das Paar hat ein Kind. In einem Anfang August 2024 erschienen Interview mit der Zeitschrift Paris Match machte sie ihre Homosexualität öffentlich, wegen derer sie bereits Hasskommentare von Rechtsextremisten bekommen habe. Sie bezeichnet sich als Feministin, spielt nach eigenen Angaben Fußball, Tennis und Handball, außerdem betreibt sie Taekwondo.

## Schriften
- mit Philippe Watrelot und Rachel Silvera: Opinions. In: Alternatives Économiques. 11/2023 (Nr. 440), S. 73–76.
- mit Nicolas Da Silva, Philippe Watrelot, Timothée Duverger: Opinions. In: Alternatives Économiques, 4/2024 (Nr. 445), S. 75–79.

## Einzelbelege
1. ↑  Léo Tichelli: Qui est Lucie Castets, l’inconnue proposée par la gauche pour Matignon? In: Le Temps. 24. Juli 2024, abgerufen am 24. Juli 2024 (französisch).
2. ↑  Joshua Berlinger: French left picks Parisian Lucie Castets as PM candidate after days of bickering. In: Politico. 23. Juli 2024, abgerufen am 24. Juli 2024 (englisch).
3. 1 2  Quentin Lalong: Quel est le parcours de Lucie Castets ? In: 75 Secondes, 23. Juli 2024.
4. ↑  Tracfin. In: economie.gouv.fr. Abgerufen am 24. Juli 2024 (französisch).
5. ↑  Lucie Castets, une haut fonctionnaire inconnue, nouvel espoir du NFP. In: Le Monde. 25. Juli 2024, S. 7 (französisch).
6. 1 2 3  Erwan Seznec, Géraldine Woessner: Lucie Castets, l’inconnue rose-rouge. In: lepoint.fr. 24. Juli 2024, abgerufen am 24. Juli 2024 (französisch).
7. ↑  Collectif Nos Services Publics. Abgerufen am 24. Juli 2024 (französisch).
8. ↑  Législatives : des fonctionnaires lancent un comparateur de programmes pour les services publics. In: Le Parisien. 25. Juni 2024, abgerufen am 24. Juli 2024 (französisch): „Le collectif Nos services publics, qui s’inscrit dans l’opposition au RN et à la politique du gouvernement sortant, a créé une plateforme permettant de comparer les programmes des différents blocs en lice pour les élections législatives anticipées“
9. ↑  Frankreichs Linksbündnis einigt sich auf Kandidatin Castets. In: Tagesschau.de. 23. Juli 2024, abgerufen am 24. Juli 2024.
10. ↑  EXCLUSIF : Lucie Castets proposée par le Nouveau Front populaire au poste de Première ministre. In: L’Humanité. 23. Juli 2024, abgerufen am 24. Juli 2024 (französisch).
11. ↑  Rudolf Balmer: Linksbündnis in Frankreich: Die Überraschungskandidatin. In: Die Tageszeitung: taz. 24. Juli 2024, abgerufen am 24. Juli 2024.
12. ↑  La gauche propose Lucie Castets pour Matignon, Emmanuel Macron dit qu’il ne nommera personne avant mi-août. In: RTS.ch. 23. Juli 2024, abgerufen am 24. Juli 2024 (französisch).
13. ↑  Hadrien Valat, Isabelle Ficek: En rangs serrés derrière Lucie Castets, la gauche ne relâche pas la pression sur Emmanuel Macron. In: Les Échos. 24. Juli 2024, abgerufen am 24. Juli 2024 (französisch).
14. ↑  Macron says no new government until 'mid-August,' declining left-wing proposal for PM. In: Le Monde. 23. Juli 2024, abgerufen am 24. Juli 2024 (englisch).
15. ↑  Lucie Castets renonce à une candidature aux législatives partielles à Grenoble. L'Express, 19. Oktober 2024, abgerufen am 19. Oktober 2024 (französisch, Der Abgeodrnetensitz steht zur Neuwahl, da der gewählte Kandidat der France Insoumise (LFI) zurückgetreten war; die LFI beansprucht daher im Wahlkreis die NFP zu vertreten.).
16. 1 2  Juliette Vignaud: « Dire qui je suis » : Lucie Castets dévoile son homosexualité. In: lepoint.fr. 7. August 2024, abgerufen am 7. August 2024 (französisch).
17. ↑  Lilian Alemagna: Dévoilant son projet politique et sa vie privée, Lucie Castets relance sa campagne médiatique. In: Libération. 6. August 2024, abgerufen am 10. August 2024 (französisch).
18. ↑  Qui est Lucie Castets, proposée par le Nouveau Front populaire pour Matignon ? In: Le Nouvel Obs. 23. Juli 2024, abgerufen am 24. Juli 2024 (französisch).

| Personendaten    | Personendaten                        |
| ---------------- | ------------------------------------ |
| NAME             | Castets, Lucie                       |
| KURZBESCHREIBUNG | französische Beamtin und Politikerin |
| GEBURTSDATUM     | März 1987                            |
| GEBURTSORT       | Caen, Frankreich                     |